# Classe Independence (Littoral Combat Ship)
La classe Independence è una classe di Littoral Combat Ship progettata da General Dynamics e Austal per soddisfare il piano della United States Navy di disporre di una classe di imbarcazioni specializzate nella conduzione di missioni in aree costiere. Sebbene fosse inizialmente in competizione con la classe Freedom di Lockheed Martin, nel 2010 il contratto è stato assegnato a entrambi i costruttori.

## Sviluppo
La necessità di disporre di navi più agili e multiruolo che potessero operare nella zona costiera emerse negli anni '90, quando nella US Navy emersero preoccupazioni in merito agli incrociatori e ai cacciatorpediniere in servizio risalenti alla guerra fredda, vulnerabili in acque costiere in particolare agli attacchi condotti tramite Fast Attack Craft e missili antinave. Per ovviare a questa problematica vennero avviati due programmi, denominati Streetfighter e SC-21 (Surface Combatant for the 21st century). Il primo, lanciato nel 1999, era basato una classe di piccole imbarcazioni fornite in gran numero mentre il secondo, approvato il 13 gennaio 1995, portò alla progettazione di una nave denominata DD-21 (Destroyer for the 21st century). La DD-21 venne cancellata nel 2001 e venne utilizzata come modello di partenza per lo sviluppo della USS Zumwalt, il programma Streetfighter si è evoluto nelle Littoral Combat Ship nel 2002.

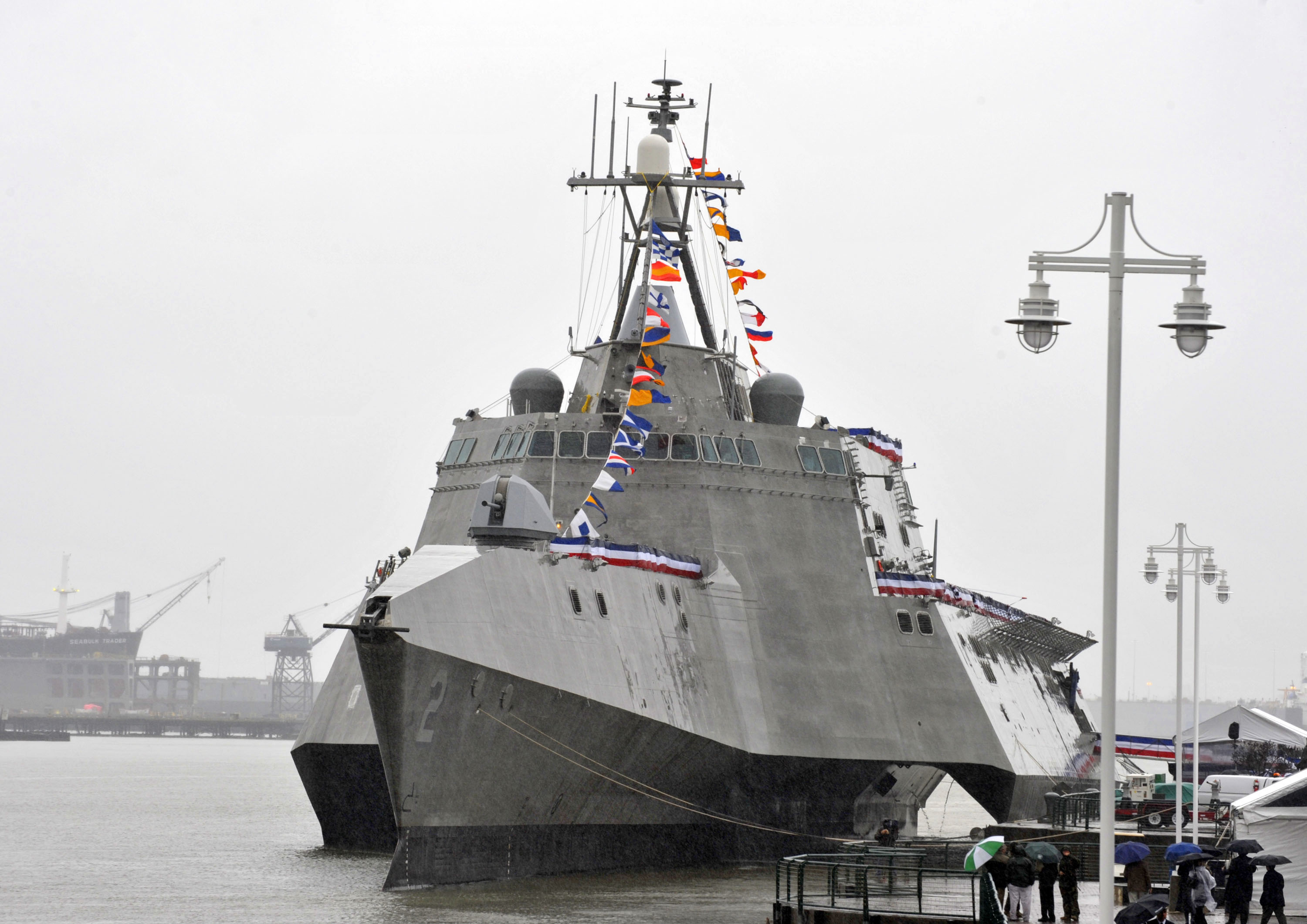
La USS Independence durante la cerimonia tenuta per la sua entrata in servizio

Nel luglio 2003 la US Navy assegnò a General Dynamics e Austal un contratto da 9 milioni di dollari per lo sviluppo preliminare di una LCS in configurazione trimarano, derivata dal progetto di Austal per una nave da crociera veloce, dopo che Lockheed Martin ottenne il contratto nell'aprile dello stesso anno.
Il 14 ottobre 2005 venne assegnato a General Dynamics il contratto per la costruzione di due navi. La prima delle due, denominata USS Independence, venne impostata il 19 gennaio 2006 al cantiere Austal USA di Mobile. La costruzione della seconda nave è stata annullata, al pari di quella di Lockheed Martin, nell'ottobre 2007 a causa di un mancato accordo tra General Dynamics e US Navy su una modifica del contratto dopo che i costi di produzione della USS Independence si rivelarono più alti del programmato, salvo poi essere ricommissionata con il nome di USS Coronado il 1º maggio 2009 dopo che la marina giudicò soddisfacenti alcuni miglioramenti apportati da Austal al processo di produzione. La Independence è stata varata il 26 aprile 2008 e ha iniziato le prove in mare il 2 luglio 2009 con 3 giorni di ritardo rispetto al programma, è stata consegnata alla US Navy il 18 dicembre dello stesso anno ed è entrata in servizio il 16 gennaio 2010.
Nel luglio 2009 i costi di sviluppo e produzione della classe Independence ammontavano a 704 milioni di dollari ed erano del 220% superiori rispetto ai 220 milioni previsti. Nel tentativo di ridurre i costi dei due programmi, nel settembre 2009 la US Navy dichiarò che un solo costruttore avrebbe ottenuto la commessa per dieci navi a prezzo fissato. Il 4 marzo 2010 la collaborazione tra General Dynamics e Austal venne interrotta lasciando alla seconda la gestione dei contratti e la costruzione delle unità. Nel novembre 2010 la marina chiese al Congresso di approvare l'acquisto di 10 unità per ciascuna classe in quanto entrambe le offerte erano inferiori al budget previsto e il 29 dicembre 2010, un giorno prima della scadenza delle offerte, il contratto che prevedeva la costruzione di due unità all'anno tra il 2011 e il 2015 è stato assegnato sia ad Austal che a Lockheed Martin per le rispettive proposte.

## Caratteristiche

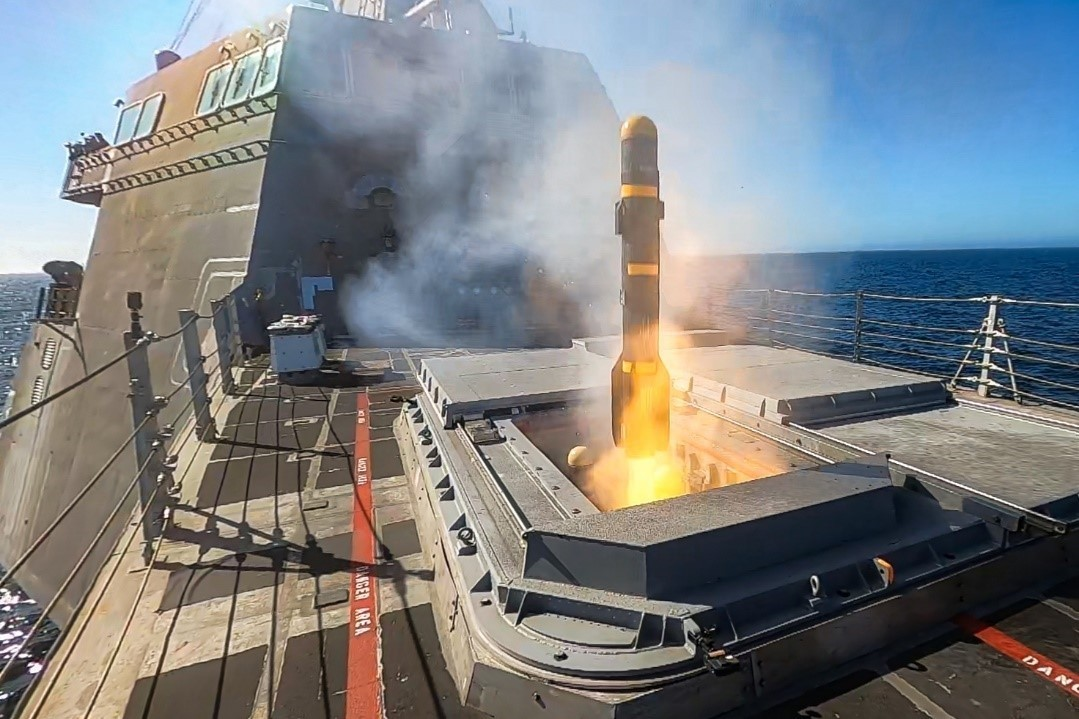
Lancio di un AGM-114L Hellfire dalla USS Montgomery

Le navi della classe Independence sono caratterizzate da uno scafo trimarano che consente di ridurre la resistenza idrodinamica, sono lunghe 127,1 m, sono larghe 31,4 m e hanno un pescaggio massimo di 4,5 m. La nave è costruita interamente in alluminio, più leggero e di più facile lavorazione e manutenzione rispetto all'acciaio. Le superfici sono inclinate per ridurre la sezione radar equivalente. Le navi possono ospitare fino a due SH-60 o fino a due elicotteri a pilotaggio remoto, che possono operare anche contemporaneamente sul ponte di volo, che ha una superficie di oltre 1 000 m² e consente anche l'atterraggio di un CH-53 o un V-22.
Le LCS possono essere configurate per diverse tipologie di missione tramite equipaggiamento modulare che può essere installato o rimosso a seconda delle esigenze, incremento o diminuzione dell'equipaggio e diversificazione dei mezzi aerei trasportabili. Sopra l'hangar è installato un sistema antiaereo SeaRAM, che è composto da un lanciatore di 11 missili RIM-116 Rolling Airframe Missile e dai sistemi elettronici del Phalanx 1B. Il 24 settembre 2014 è stato testato, a bordo della USS Coronado, il Naval Strike Missile, che nel 2018 è stato adottato come missile antinave per le LCS. Il 12 maggio 2022 è stato effettuato con successo dalla USS Montgomery il lancio di tre AGM-114L Hellfire contro tre bersagli terrestri. Il missile, impiegato sulle due classi di LCS dal 2019 contro piccole imbarcazioni come ad esempio i Fast Attack Craft, potrà essere utilizzato, una volta integrato, anche contro bersagli terrestri.

## Unità

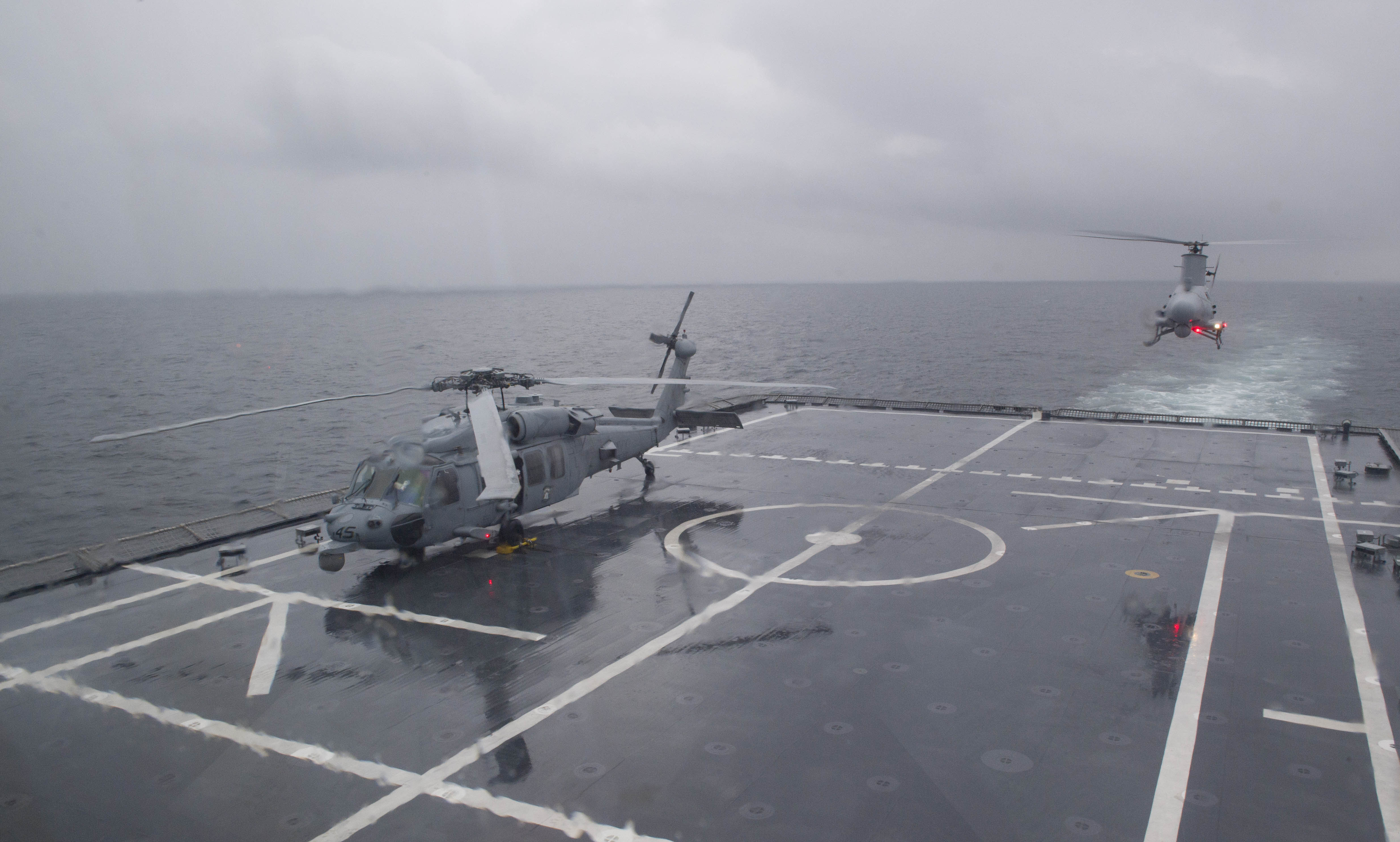
SH-60 e MQ-8B sul ponte di volo della USS Coronado

Le 19 unità della classe Independence sono identificate dalla matricola LCS seguita da un numero pari, mentre i numeri dispari sono riservati per le navi della classe Freedom. Le prime due unità sono state ordinate rispettivamente nel 2005 e nel 2009 per svolgere prove comparative con altrettante LCS Freedom. Le successive 10 unità sono state ordinate il 29 dicembre 2010, portando il totale a 12. Il 31 marzo 2016 Austal ha annunciato la commessa della tredicesima nave della classe, che era parte di un'opzione del contratto.
Nel 2019 la US Navy ha proposto di ritirare le prime due unità di entrambe le classi nel 2021, con oltre 10 anni di anticipo, come parte di una serie di provvedimenti finalizzati a tagliare i costi a carico della marina. A maggio 2021 la marina ha confermato che avrebbe ritirato la USS Independence e la USS Coronado, oltre che la USS Freedom e la USS Fort Worth, nel corso dell'anno. La USS Independence è stata radiata il 29 luglio 2021, la USS Coronado il 14 settembre 2022. Tutte le navi ritirate sono state poste in riserva e possono essere reimmesse in servizio in caso di necessità.
| Matricola                       | Badge                           | Nome                            | Immagine                        | Ordine                          | Impostazione                    | Varo                            | Entrata in servizio             | Base                            | Disarmo                         |
| U.S. Navy - Classe Independence | U.S. Navy - Classe Independence | U.S. Navy - Classe Independence | U.S. Navy - Classe Independence | U.S. Navy - Classe Independence | U.S. Navy - Classe Independence | U.S. Navy - Classe Independence | U.S. Navy - Classe Independence | U.S. Navy - Classe Independence | U.S. Navy - Classe Independence |
| ------------------------------- | ------------------------------- | ------------------------------- | ------------------------------- | ------------------------------- | ------------------------------- | ------------------------------- | ------------------------------- | ------------------------------- | ------------------------------- |
| LCS-2                           |                                 | USS Independence                |                                 | 14 ottobre 2005                 | 19 gennaio 2006                 | 26 aprile 2008                  | 16 gennaio 2010                 | San Diego                       | 31 luglio 2021                  |
| LCS-4                           | n/d                             | USS Coronado                    |                                 | 1 maggio 2009                   | 17 dicembre 2009                | 14 gennaio 2012                 | 5 aprile 2014                   | San Diego                       | 14 settembre 2022               |
| LCS-6                           |                                 | USS Jackson                     |                                 | 29 dicembre 2010                | 18 ottobre 2012                 | 14 dicembre 2013                | 5 dicembre 2015                 | San Diego                       |                                 |
| LCS-8                           |                                 | USS Montgomery                  |                                 | 29 dicembre 2010                | 25 giugno 2013                  | 6 agosto 2014                   | 10 settembre 2016               | San Diego                       |                                 |
| LCS-10                          |                                 | USS Gabrielle Giffords          |                                 | 29 dicembre 2010                | 16 aprile 2014                  | 25 febbraio 2015                | 10 giugno 2017                  | San Diego                       |                                 |
| LCS-12                          |                                 | USS Omaha                       |                                 | 29 dicembre 2010                | 18 febbraio 2015                | 20 novembre 2015                | 3 febbraio 2018                 | San Diego                       |                                 |
| LCS-14                          |                                 | USS Manchester                  |                                 | 29 dicembre 2010                | 29 giugno 2015                  | 13 maggio 2016                  | 26 maggio 2018                  | San Diego                       |                                 |
| LCS-16                          |                                 | USS Tulsa                       |                                 | 29 dicembre 2010                | 11 gennaio 2016                 | 16 marzo 2017                   | 16 febbraio 2019                | San Diego                       |                                 |
| LCS-18                          |                                 | USS Charleston                  |                                 | 29 dicembre 2010                | 28 giugno 2016                  | 14 settembre 2017               | 2 marzo 2019                    | San Diego                       |                                 |
| LCS-20                          |                                 | USS Cincinnati                  |                                 | 29 dicembre 2010                | 10 aprile 2017                  | 22 maggio 2018                  | 5 ottobre 2019                  | San Diego                       |                                 |
| LCS-22                          |                                 | USS Kansas City                 |                                 | 29 dicembre 2010                | 15 novembre 2017                | 19 ottobre 2018                 | 20 giugno 2020                  | San Diego                       |                                 |
| LCS-24                          |                                 | USS Oakland                     |                                 | 29 dicembre 2010                | 20 luglio 2018                  | 21 luglio 2019                  | 17 aprile 2021                  | San Diego                       |                                 |
| LCS-26                          |                                 | USS Mobile                      |                                 | 31 marzo 2016                   | 14 dicembre 2018                | 10 gennaio 2020                 | 22 maggio 2021                  | San Diego                       |                                 |
| LCS-28                          |                                 | USS Savannah                    |                                 | 23 giugno 2017                  | 20 settembre 2019               | 3 settembre 2020                | 5 febbraio 2022                 | San Diego                       |                                 |
| LCS-30                          |                                 | USS Canberra                    |                                 | 6 ottobre 2017                  | 10 marzo 2020                   | 30 marzo 2021                   |                                 |                                 |                                 |
| LCS-32                          |                                 | USS Santa Barbara               |                                 | 18 settembre 2018               | 27 ottobre 2020                 | 13 novembre 2021                |                                 |                                 |                                 |
| LCS-34                          |                                 | USS Augusta                     |                                 | 18 settembre 2018               | 30 luglio 2021                  | 23 maggio 2022                  |                                 |                                 |                                 |
| LCS-36                          | n/d                             | USS Kingsville                  | n/d                             | 14 dicembre 2018                | 23 febbraio 2022                |                                 |                                 |                                 |                                 |
| LCS-38                          | n/d                             | USS Pierre                      | n/d                             | 14 dicembre 2018                |                                 |                                 |                                 |                                 |                                 |